# Gabriel Liiceanu

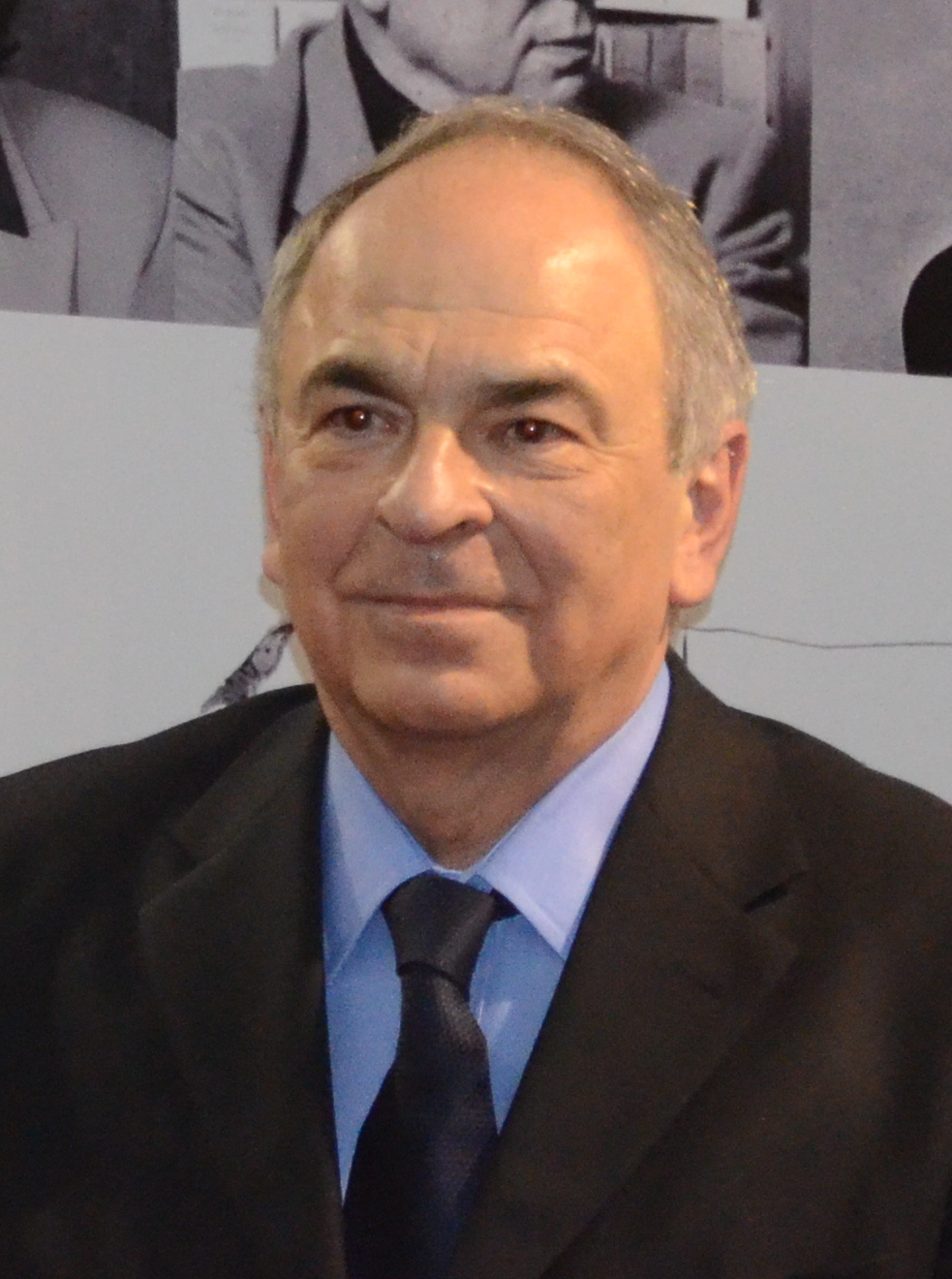
Gabriel Liiceanu

Gabriel Liiceanu (* 23. Mai 1942 in Râmnicu Vâlcea, Rumänien) ist ein rumänischer Philosoph und Schriftsteller.

## Leben

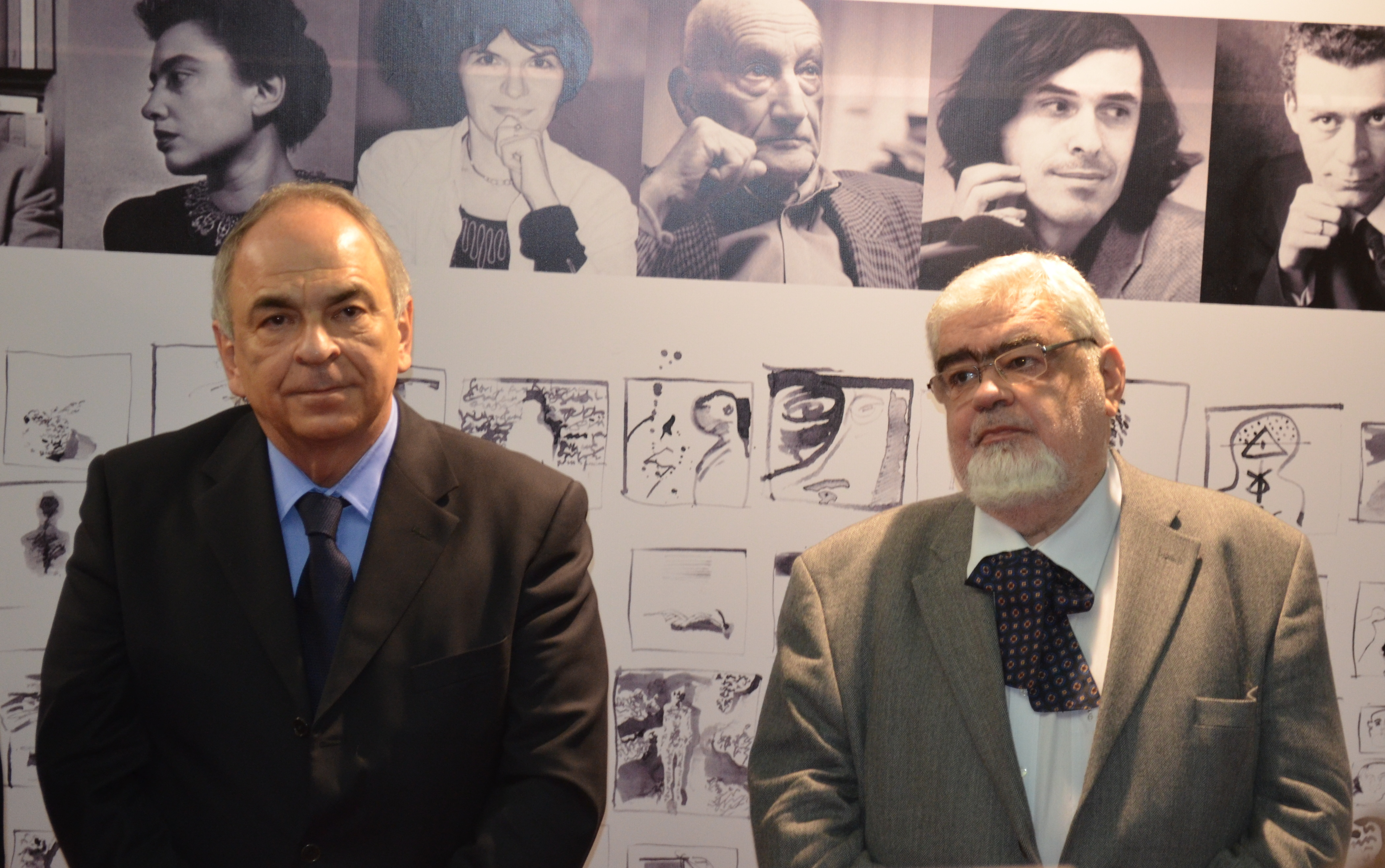
Gabriel Liiceanu und Andrei Pleșu

Liiceanu studierte Philosophie (Staatsexamen 1965) und Klassische Sprachen (Staatsexamen 1973) in Bukarest.
1976 promovierte er über das Thema "Tragicul. O fenomenologie a limitei şi depăşirii" ("Die Tragik. Eine Phänomenologie der Begrenzung und der Überholung").
Zwischen 1965 und 1975 arbeitete er als Forscher am Institut für Philosophie, von 1975 bis 1989 am Institut für Kunstgeschichte der Rumänischen Akademie der Wissenschaften.
1982–1984 war Liiceanu Stipendiat der Alexander-von-Humboldt-Stiftung.
Liiceanu ist seit 1990 Leiter des Verlages Humanitas in Bukarest, seit 1992 Professor an der Fakultät für Philosophie der Universität Bukarest, seit 1999 Präsident des Verbands rumänischer Verleger. Er ist ein enger Freund von Andrei Pleșu, beide waren Schüler von Constantin Noica, dem rumänischen Philosophen, der eine Art Eliteschule in Păltiniș bei Hermannstadt in Rumänien gegründet und geleitet hat.
Er übersetzte Werke von Platon, David von Armenien und Martin Heidegger ins Rumänische.
Liiceanus Denken wurde vor allem von der Lebensphilosophie und der Phänomenologie beeinflusst. Er hat einen eigenen Stil entwickelt, der Autobiographie und Philosophie verbindet. Sein autobiographisches Werk "Jurnalul de la Pāltiniş" ("Das Tagebuch von Pāltiniş"), in dem er die Begegnungen mit Noica und dessen engsten Schülern schildert, war im kommunistischen Rumänien ein Bestseller (bis heute sind etwa 60.000 Exemplare verkauft worden) und wurde ins Englische, Französische, Polnische und Schwedische übersetzt.

## Auszeichnungen
- Preis des Rumänischen Schriftstellerverbandes für "Jurnalul de la Pāltiniş " (1983)
- Chevalier de l'Ordre des Arts et des Lettres (Paris, Frankreich, 1992)
- Der große Preis der Union der Rumänischen Filmemacher (ex aequo, 1992)
- Der Preis „Buch des Jahres 2002“, verliehen von der Kulturzeitschrift „România literară“ für das Buch Uşa interzisă
- Der Preis „Die Beste Übersetzung des Jahres 2003“, verliehen von dem Verband Rumänischer Verleger für die Übersetzung der Abhandlung Sein und Zeit von Martin Heidegger
- Commendatore dell’Ordine della Stella della Solidarieta italiana (Rom, Italien, 2005)
- Das Verdienstkreuz I. Klasse des Verdienstordens der Bundesrepublik Deutschland, 2006
- Ritter des Sterns von Rumänien 2006
- Das Verdienstkreuz Rumäniens, 2014

## Werke

### Rumänischsprachige Bücher
- Tragicul. O fenomenologie a limitei şi depăşirii / Das Tragische. Eine Phänomenologie der Grenze und der Überschreitung, Bukarest, Univers, 1975 (Humanitas, 2. Aufl. 1993)
- Încercare în politropia omului şi a culturii / Einführung in die Polytropie des Menschen und der Kultur, Bukarest, Cartea Românească, 1981
- Jurnalul de la Păltiniş / Das Tagebuch von Păltiniş, Bukarest, Cartea Românească, 1983 (4. Auflage 2005)
- Dialoguri de seară / Abendgespräche, Bukarest, Harisma, 1991 (in Zusammenarbeit)
- Cearta cu filozofia / Der Streit mit der Philosophie, Bukarest, Humanitas, 1992
- Apel către lichele / Apell an die Schamlosen, Bukarest, Humanitas, 1992
- Despre limită / Über die Grenze, Bukarest, Humanitas, 1994
- Itinerariile unei vieţi: E. M. Cioran - Apocalipsa după Cioran / Pfade eines Lebens: E. M. Cioran – Die Apokalypse nach Cioran, Bukarest, Humanitas, 1995 (2012)
- Declaraţie de iubire / Liebeserklärung, Bukarest, Humanitas, 2001
- Uşa interzisă / Die verbotene Tür, Bukarest, Humanitas, 2002
- Om şi simbol. Interpretări ale simbolului în teoria artei şi filozofia culturii / Mensch und Symbol. Auslegungen des Symbols in der Kunsttheorie und Kulturphilosophie, Bukarest, Humanitas, 2005
- Despre minciună / Über die Lüge, Bukarest, Humanitas, 2006
- Chipuri ale răului în lumea de astăzi / Gesichter des Bösen in der heutigen Welt. Mario Vargas Llosa im Dialog mit Gabriel Liiceanu, Humanitas, Bukarest, 2006
- Strategii ale seducţiei. De la Romeo şi Julieta la sărutul cioranian, 2006 (rumänisch)
- Scrisori catre fiul meu, 2008
- Intalnire cu un necunoscut, 2010
- Întâlnire în jurul unei palme Zen, Bukarest, Humanitas, 2011

### Fremdsprachliche Bücher
- The Paltiniş Diary: A Paideic Model in Humanist Culture, Central European University Press, 2000
- Itinéraires d'une vie, E. M. Cioran, ed. Michalon, 1995
- Lectures de Ionesco, ed. L'Harmattan, 1996
- Lectures de Cioran, ed. L'Harmattan, 1997
- Apocalypsen enligt Cioran, Dualis Forlags, Ludvika, 1997
- Dziennik z Păltinişu. Pajdeja jako model w kulturze humanistycznej, Pograznicze, Sejny, 2001
- De la limite: petit traité à l'usage des orgueilleux: essai, ed. Michalon, 1997
- Le journal de Paltiniş: récit d'une formation spirituelle et philosophique, ed. La Découverte, 1999
- La porte interdite, Humanitas, 2011

### Fremdsprachliche Aufsätze
- "Unamuno: Le tragique ridicule", in: Revue roumaine des sciences sociales, serie de philosophie et logique, tome 14, Nr. 1, 1970
- "Nietzsche: Le tragique metaphysique", in: Revue roumaine des sciences sociales, serie de philosophie et logique, tome 14, Nr. 4, 1970
- "Esquisse pour une metaphysique du 'nostos'", in: Revue roumaine des sciences sociales, serie de philosophie et logique, tome 16, Nr. 2, 1972
- "Journal d'un traducteur", in: Michel Haar (Hg.), Cahier de l'Herne Heidegger, Editions de l'Herne, Paris, 1983
- "Reperes pour une hermeneutique de l'habitation", in: Constantin Tacou (Hg.), Cahier des symboles du lieu. L'habitation de l'homme, Herne, Paris, 1983
- "Constantin Noica peut se tenir pour un homme heureux", in: International Journal of Rumanian Studies, Bd. 4, Nr. 2, Amsterdam, 1984–86
- (zus. mit Th. Kleininger) "Heideggers Rezeption in Rumänien", in: Concordia: Internationale Zeitschrift für Philosophie, Nr. 16, 1989; wieder abgedruckt in: Studia Phaenomenologica I (2001) 1-2
- "The limit and reaching beyond. A philosophical-philological investigation", in: Annalecta Husserliana, Nr. 27, 1989
- "Heidegger, das Kunstwerk und die Grenze", in: M. Fürst / N. Holmer / Th. Hübel / H. Vetter (Hg.), Mesotes. Supplementband Martin Heidegger . Beiträge des Symposions "Tendenzen und Ergebnisse der Heidegger-Forschung in Ost- und Mitteleuropa", Wien, 1991
- "Lettre ouverte a Jacques Derrida", in: Gulliver, Nr. 6, 1991
- "Zu Heideggers 'Welt'- Begriff im 'Ursprung des Kunstwerkes'." Kunst und Technik (Walter Biemel und Fr.-W. von Herrmann Herausg.), Frankfurt am Main, Vittorio Klostermann Verlag, 1989.
- The Limit and Reaching Beyond a Philosophico-Philological Investigation, in: Analecta Husserliana, The Yearbook of Phenomenological Research, Volume XXVII, Kluwer Academic Publishers, 1989
- De la limite, in Le Messager Européen, Gallimard, 1996
- Lettre ouverte à Jacques Derrida, in Gulliver, Revue littéraire, nr. 6, 1991
- Le dernier entretien, in: Lectures de Ionesco, hrsg. von Norbert Dodille, Marie-France Ionesco und Gabriel Liiceanu
- Két stácio Noica útján, in Holmi, Budapest, 1998
- E Ionesco - G Liiceanu, L’ultima intervista, in: E. Ionesco. L’Assurdo e la speranza. Testi e dipinti inediti, Guaraldi, Rimini, 1994
- La mort de Cioran, in: La Nouvelle Revue Française, April 2001
- Weitere Artikel in: Le Monde, Frankfurter Rundschau, Esprit, La Nouvelle Revue Française

### Aufsätze und Zeitungsartikel auf Rumänisch
- „Sebastian, mon frère“ [„Sebastian, mein Bruder“], in: Revista 22, Bukarest, Nr. 17 (375), April–Mai 1997, S. 10–11

- „Eseu despre sărut“ [„Essay über den Kuß“], in: Revista 22, Bukarest, Nr. 21, Mai 1999, S. 10–12

- „Elemente pentru o dramă“ [„Elemente für ein Drama“], in: Revista 22, Nr. 10, März 1999, S. 12–13

- „Provocarea lui Noica“, [„Die Herausforderung von Noica“], in: Revista 22, Bukarest, Nr. 30, Juli–August 1999, S. 8–11

- „Cele cinci spaime ale electoratului roman“ [„Die fünf Schrecken der rumänischen Wählerschaft“], in: Revista 22, Bukarest, Nr. 43, Oktober 2000, S. 5

- „Moartea lui Cioran“ [„Der Tod Ciorans“], in: Revista 22, Bukarest, Nr. 21, Mai 2000, S. 10–11

- „Dans cu o carte“ [„Tanz mit einem Buch“], in: România Literară, Bukarest, Nr. 17, Mai 2000, S. 7

- „TVR – ultima instituţie socialistă a ţării“ [„Das Rumänische Fernsehen — die letzte sozialistische Institution des Landes“], in: Revista 22, Bukarest Nr. 9, Februar–März 2000, S. 6–7

- „Jurnal pe marginea unei gropi comune“ [„Aufzeichnungen am Rand eines allgemeinen Grabs“], in: Revista 22, Bukarest, Nr. 6, Februar 2001, S. 8–9

- „Laudatio pentru Walter Biemel“ [„Laudatio für Walter Biemel“], in: Cotidianul, Bukarest, Supliment cultural, „Litere, Arte, Idei“, 12. Mai 2003, S. 4–5

- „După douăzeci de ani.“ In dosarul „Jurnalul de la Păltiniş dupa 20 de ani“ [„20 Jahre danach. In Sachen Das Tagebuch von Păltiniş nach 20 Jahren“] in: Cotidianul, Bukarest, Supliment cultural „Litere, Arte, Idei“, Nr. 34 (290), Anul VIII, 29. September 2003, S. 3

- „Cabana filozofului. Două modele ale locuirii“ [„Die Hütte des Philosophen. Zwei Modelle des Wohnens“] im Dossier „Todtnauberg und Păltiniş: un dialog“ [„Todtnauberg und Păltiniş: ein Gespräch“], in: Idei in dialog, Bukarest, Jahrgang I, Nr. 2, November 2004, S. 24–27

- „Prelegerile din Intrarea Lucaci. Gînduri despre filozofia lui Alexandru Dragomir“ [„Die Vorlesungen in der Strasse Lucaci. Überlegungen über die Philosophie von Alexandru Dragomir“], in: Idei in dialog, Bukarest, Jahrgang I, Nr. O, August 2004, S. 14–17

- „Editarea lui Mircea Eliade“ [„Das Herausgeben des Werkes von Mircea Eliade“], România Literară, nr. 23/16-22 Iuni 2004, S. 20–21

- „Alexandru Dragomir. Destinul deturnat al unui filozof“ [„Alexandru Dragomir. Das verkehrte Schicksal eines Philosophen“], in: România Literară (Bukarest), Jahrgang XXXVII, 21-27 Ianuar 2004, S. 16–19

- „Despre îngeri. In dialog cu Andrei Plesu şi Mircea Mihăieş“, [„Über die Engel. Gespräch mit Andrei Plesu und Mircea Mihăieş“] in: Orizont, Temeswar, Nr. 1, Januar 2004, Jahrgang XVI, S. 14–23, Auszüge aus dem Vortrag vom 10. Dezember 2003, gehalten in der Aula Magna der Universität Temeswar

- „Prima exegeză autentică din România a unui gânditor modern“ [„Die erste echte Exegese eines neuzeitlichen Philosophen in Rumänien“], in: Idei în dialog, Bukarest, nr. 8 (11) / August 2005, S. 15–16

- „Singurătatea lui Sorin Lavric. O exegeză, în sfârşit, a filozofiei lui Noica“ [„Sorin Lavrics Einsamkeit. Endlich eine Exegese der Philosophie Noicas“], in: Idei în dialog, Jahrgang II, nr. 9 (12) / septembrie 2005, S. 13–14.

- „Trecerea lui Vargas Llosa prin Romania“, [„Vargas Llosas Rumänienreise“] in: România Literară, Bukarest, Nr. 41 / 19.–25. Oktober 2005, S. 3

- „Un seminar despre presocratici in 1948 sau Ce se poate face cind comunismul vine la putere“ [„Ein Seminar über die Vorsokratiker im Jahre 1948 oder Was kann man tun, wenn der Kommunismus an die Macht kommt“], in: Dilemateca, Bukarest, Jahrgang I, Nr. 3, iulie 2006, S. 78–80

- „Absenţa lui Horia Bernea“ [„Die Abwesenheit von Horia Bernea“], in: România Literară, Bukarest, Nr. 25, Iuni 2006, S. 14–15

- „Umbra parintelui Marchis la Cozia“ [„Pfarrers Marchiş Schatten bei Cozia“], in: Cotidianul, Bukarest, 3. September 2006, S. 4

- „Spovedania lui Steinhardt“ [„Steinhardts Beichte“], in: Dilemateca, nr. 1 / 2006, S. 60

- „Trei handicapuri ale comunicării culturale“ [„Drei Behinderungen des kulturellen Austausches“], in: Revista 22, Bukarest nr. 840 / 11-17 aprilie 2006, S. 10–11

- „Noica si Securitatea“ [„Noica und die Securitate“], in: Idei in dialog, Bukarest, Jahr III, Nr. 9 (24), September 2006, S. 32–35

### Interviews
- „Comunismul, irealitatea unei grozăvii istorice“ [„Der Kommunismus, die Irrealität einer geschichtlichen Grausamkeit“], Interview, in: Vineri, Bukarest, Nr. 9, Jahr II, Juli 1999, S. 7
- „Accesul la dosarele Securitatii“ [„Der Zugang zu den Archiven der Securitate“], Interview, in: Revista 22, Bukarest, Nr. 7 (365), Februar 1997, S. 8–9
- „Voi incerca sa-i fac dreptate lui Noica“ [„Ich werde versuchen, Noica Gerechtigkeit widerfahren zu lassen“], Interview, in: Independent, Bukarest, 12. Mai 2003, S. 4
- „Oamenii nu mai recunosc nevoia de elită. Poate nu-şi dau seama exact la ce-i bună“ [„Es wird nicht mehr anerkannt, daß wir eine Elite brauchen. Vielleicht können die Menschen nicht genau begreifen, wozu sie tauglich ist“], in: Cotidianul, Supliment cultural „Litere, Arte, Idei“, Nr. 3 (259), Jahr VIII, 20 Ianuar 2003, S. 4–5, Interview übertragen von Radio Free Europe
- „Dialog cu Walter Biemel“ [„Gespräch mit Walter Biemel“], in: Revista 22, Bukarest, Nr. 688, Jahr XIV, 2003, S. 11
- „Ce înseamnă a-l fi tradat pe Noica?“ [„Was heißt, Noica verraten zu haben?“], Interview, in: Orizont, Temeswar, Nr. 4, (1447), April 2003 (Auszüge aus der Kultursendung „A cincea roata“ [„Das fünfte Rad“]), 7. Dezember 2002, S. 10–11
- „Trebuie o generaţie spălată de o istorie încărcată“, [„Wir brauchen eine Generation, die sich von den Lasten der Geschichte gereinigt hat“], Interview, in: Evenimentul Zilei, Bukarest, 8. Dezember 2003, Nr. 3579, S. 9
- „Trebuie să crezi in valorile pe care le pune în circulaţie o carte“ [„Man muß an die Werte glauben, die von einem Buch verbreitet werden“], Interview, in: Cuvantul, Bukarest, Jahr XI (XVI), Nr. 11 (341), November 2005, S. 7–8
- „Sint deţinătorul unei experienţe unice. Gabriel Liiceanu in Dialog cu Jan Guillou“ [„Ich besitze eine einzigartige Erfahrung. Gabriel Liiceanu im Dialog mit Jan Guillou“], in: România Literară, (Bukarest) 19 / 18-24 mai, 2005, S. 8–9
- „Trăiesc atîta vreme cît mă indignez“ [„Ich lebe, solange ich empört bin“], Interview, I, Observator cultural, nr. 45-46 (302-303), 12-18 Ianuar 2006, S. 9–10, Fortsetzung Nr. 47 (304), 19-25 Ianuar 2006, S. 6–7

### Übersetzungen
- David der Armenier, Introducere în filozofie / Einführung in die Philosophie, Bukarest, Akademischer Verlag, 1977
- Platon, Hippias Maior, Euthydemos, Phaidros, in: Platon, Opere / Sämtliche Werke, Bd. 2, 3, 4, Bukarest, Ed. Ştiinţifică, 1976-1978-1980
- Martin Heidegger, Der Ursprung des Kunstwerkes, Bukarest, Univers, 1982 (2. Aufl. Humanitas, 1995) (in Zusammenarbeit)
- Martin Heidegger, Wegmarken, Bukarest, Politischer Verlag, 1987 (in Zusammenarbeit)
- Martin Heidegger, Einführung in die Metaphysik, Bukarest, Humanitas, 1999 (in Zusammenarbeit)
- Martin Heidegger, Sein und Zeit, Bukarest, 2003 (in Zusammenarbeit)
- E. M. Cioran, Ţara mea / Mon pays, Bukarest, Humanitas, 1996

### Herausgeber
- Epistolar / Briefwechsel über „Das Tagebuch von Păltiniş“, Bucureşti, Cartea Românească, 1988 (Humanitas, 19962)
- Alexandru Dragomir, Cinci plecări din prezent / Fünf Verlassensmöglichkeiten der Gegenwart, Bukarest, Humanitas, 2005
- Constantin Noica, Jurnal de idei / Denktagebuch, Bukarest, Humanitas, 1990
- Constantin Noica, Eseuri de duminică / Sonntagsessays, Bukarest, Humanitas, 1992
- Constantin Noica, Introducere la miracolul eminescian / Einleitung zum wunderbaren Eminescu, Bukarest, Humanitas, 1992 (20032)
- Constantin Noica, Simple introduceri la bunătatea timpului nostru / Einfache Einleitungen zur Güte unserer Zeit, Bukarest, Humanitas, 1992
- Emil Cioran, Despre neajunsul de a te fi născut / Vom Nachteil, geboren zu sein, Bukarest, Humanitas, 1995
- Alexandru Dragomir, Crase banalităţi metafizice / Krasse metaphysische Gemeinplätze, Bukarest, Humanitas, 2004

### Hörbücher
- Ușa interzisă, 2003
- Noica, 2003, zus. mit Andrei Pleșu
- Apel către lichele, 2006
- Declarație de iubire, 2006
- Sebastian, mon frère. Scrisoare către un frate mai mare, 2006
- Strategii ale seducției. De la Romeo și Julieta la sărutul cioranian, 2006

### Filme und Fernsehsendungen
- Eugène Ionesco, 1991
- Exercițiu de admirație (in Zusammenarbeit), 1992
- Apocalipsa după Cioran (in Zusammenarbeit), 1994.
- Altfel (wöchentliche Fernsehsendung zus. mit Andrei Pleșu), Realitatea TV
- 50 de minute cu Plesu si Liiceanu (wöchentliche Fernsehsendung zus. mit Andrei Pleșu), Rum. Nationalfernsehen TVR 1, 2011

## Sekundärliteratur über Gabriel Liiceanu
- Cătălin Cioabă, Bogdan Mincă (Hg.), Liber amicorum. Studii si eseuri in onoarea lui Gabriel Liiceanu, Bukarest: Zeta Books, 2012 [Festschrift zum 70. Geburtstag]

## Mitgliedschaften
- seit 1990 – Gründungsmitglied des „Grupul pentru Dialog Social“
- seit 1996 – Mitglied des wissenschaftlichen Beirats des New Europe College, Bukarest
- seit 1999 – Präsident des Verbandes Rumänischer Verleger
- seit 2000 – Gründungsmitglied der Rumänischen Gesellschaft für Phänomenologie
- seit 2001 – Mitglied des wissenschaftlichen Beirats der internationalen Fachzeitschrift Studia Phaenomenologica